# Käte Agerth
Käte Marie Anna Agerth (* 7. Juli 1888 in Friedland (Mecklenburg); † 8. September 1974 in Ost-Berlin) war eine deutsche Reformpädagogin und Lehrerin. Sie war aktiv im Widerstand gegen den Nationalsozialismus.

## Leben
Käte Agerth wuchs als jüngere Tochter des Tierarztes und späteren Direktors des Schlachthauses Neubrandenburg Ewald Agerth (* 1854) und dessen Ehefrau Marie, geb. Voigt (* 1859), in religiös-bürgerlichen Verhältnissen in Mecklenburg-Strelitz auf. Die Familie zog 1898 nach Neubrandenburg, wo der Vater eine leitende Stellung als Inspektor des neuen städtischen Schlachthauses angenommen hatte.
Nach dem Abschluss des Lyzeums in Neubrandenburg im Jahr 1907 zog sie nach Berlin und trat in ein Höheres Lehrerinnenseminar ein. In Berlin besuchte sie Versammlungen der Frauenrechtlerinnen Helene Lange und Helene Stöcker. 1910/11 bestand Agerth die Lehrerprüfung für Volks-, Mittel- und höhere Schulen. Ihre erste Lehrerstelle trat sie 1911 an der evangelischen Volksschule in Wittenberg (Elbe) an. In dieser Zeit setzte sie sich für die Anerkennung der unehelichen Mutterschaft und für die Aufhebung der vorgeschriebenen Ehelosigkeit für weibliche Beamte ein.
In Wittenberg mietete sie ein möbliertes Zimmer und kam durch ihre Wirtsleute mit dem SPD-Zentralorgan Vorwärts in Berührung, das sie mit Interesse las. Während des Ersten Weltkrieges meldete sie sich freiwillig zum Sanitätsdienst und ließ sich zur Rot-Kreuz-Schwester ausbilden. Die Erfahrung als Lazarettschwester hatte sie aufgewühlt, das Leben in Wittenberg wurde ihr zu eng, und sie zog wieder nach Berlin. Sie fing 1918 in Berlin-Neukölln als Lehrerin an der Boddinschule, einer üblichen Konfessionsschule, an. 1920/21 wechselte sie an eine weltliche Schule, ebenfalls in Neukölln, die Rütlischule. In einem Interview erinnerte sich die ehemalige Schülerin der Boddinschule Fridl Lewin an die Lehrerin Käte Agerth:

„Sie war jung und schön, ein Glanz ging von ihr aus, der die Mädchen verzauberte. Mit verschmitztem Lächeln hielt sie einen Quirl hoch. ‚Der gehört in die Küche!‘, sagte sie ‚denn wir kommen ohne Stock aus!‘. Das war zu einer Zeit, als Prügel an den meisten Schulen noch ein Hauptmittel der Erziehung war.“

Während der Novemberrevolution demonstrierte Agerth mit den Arbeitern. 1919 trat in die USPD ein. 1920 war sie Mitbegründerin der Freien Lehrergewerkschaft Deutschlands. 1920/21 trat sie in die Kommunistische Partei Deutschlands (KPD) über. Dort wurde sie Mitglied der Sektion der Internationale der Bildungsarbeiter und Mitglied der Schuldeputation in Berlin-Neukölln. Sie veröffentlichte Beiträge in der Zeitschrift Sozialistischer Erzieher. 1929 wurde sie Bezirksverordnete der KPD in Berlin-Neukölln.
An der Rütlischule lehrte Agerth die Fächer Deutsch, Geschichte, Rechnen und Musik. Sie führte zum Halbjahr, anstelle von Schulnoten, Beurteilungen ein, die von Klassenkameradinnen mitverfasst wurden. Sie führte die Zeitungsschau ein und machte die Kinder auch mit der Roten Fahne, dem Organ der KPD, bekannt. Die Schüler saßen bei ihr nicht, wie üblich, in Reih und Glied, sondern im Karree und sie unterrichtete nicht vom Katheder herunter, sondern befand sich zwischen den Kindern. Agerth organisierte an der Schule gegenseitige Solidaritätsaktionen mit der Sowjetunion.
Großen Einfluss auf Agerth übte der Studienrat Otto Lier aus, den sie bei politischen Veranstaltungen kennengelernt hatte. Lier war ebenfalls Mitglied der KPD und gehörte, wie Agerth, zu den Gründern der Freien Lehrergewerkschaft. Sie verlobten sich und lebten in Berlin zusammen, bis Lier 1926 an einem Herzleiden verstarb.
1930 kehrte Agerth von einer fünfwöchigen Reise aus der Sowjetunion zurück. Auf dieser Reise freundete sie sich mit Martin Schwantes an. Nachdem Agerth ein heilpädagogisches Seminar absolviert hatte, arbeitete sie ab 1930 an einer Schule für Seh- und Hörgeschädigte, um mehr Zeit für ihre politische Arbeit zu haben.
Nach der Machtübernahme der Nationalsozialisten wurde Agerth als bekannte Kommunistin 1933 aus dem Schuldienst entlassen. Sie blieb illegal politisch aktiv und war in der „Interessengemeinschaft oppositioneller Lehrer“ (auch „Arbeitsgemeinschaft marxistischer Lehrer“) organisiert. Diese Organisation war von kommunistischen Lehrern Berlins, unter der Leitung Kurt Steffelbauers, den Agerth schon von der gemeinsamen Arbeit in der Lehrergewerkschaft kannte, gegründet worden. Zu dem Kreis gehörten unter anderem auch die Eltern von Tamara Bunke, Erich und Nadja Bunke, und Kurt Lange. Der in Illegalität lebende Martin Schwantes aus Magdeburg, Mitglied des ZK der KPD, wohnte in Berlin bei Agerth, die ihn vor der Gestapo versteckte und bei einer Gerichtsverhandlung gedeckt hat. Später besuchte und unterstützte sie ihn während seiner Haft im KZ Sachsenhausen. Sie half auch der Ehefrau Kurt Steffelbauers, der 1941 verhaftet und kurz darauf hingerichtet wurde. Nach Steffelbauers Tod gliederten sich die Mitglieder der Gruppe in die Saefkow-Jacob-Bästlein-Organisation ein, wo Agerth als Verbindungsfrau zwischen Franz Jacob und Martin Schwantes, der 1941 aus der Haft entlassen worden war, fungierte.
Nachdem bei einem Fliegerangriff auf Berlin Agerths Wohnung ausgebrannt war, fand sie bei einer Familie in Hohen Neuendorf Unterschlupf. Agerth bezeichnete ihren Umzug nach Hohen Neuendorf als Glück. Dadurch habe die Gestapo sie aus den Augen verloren. In der Folgezeit wurden viele ihrer Kameraden verhaftet, Martin Schwantes wurde hingerichtet.
Nach dem Ende des Zweiten Weltkrieges baute Agerth unter Mithilfe Walter Potts die Hohen Neuendorfer Schule auf, die sie am 23. Mai 1945 als Rektorin eröffnete. 1948 gehörte sie zur Delegation der 3. Interzonentagung der Lehrerverbände in München. 1952 hörte sie aus Altersgründen auf, als Direktorin zu arbeiten, gab vermindert aber in den Fächern Geschichte und Deutsch weiter Unterricht. Sie gehörte 1954 zu den Unterzeichnern des Aufrufes zur Gründung des Zentralen Ausschusses für Jugendweihe. Bis 1960 war sie Mitarbeiterin im Verlagsausschuss des VEB Verlag Volk und Wissen. Sie war im Zentralvorstand der Gewerkschaft Unterricht und Erziehung. Sie engagierte sich in der Vereinigung der Verfolgten des Naziregimes (VVN).
Am Ende ihres Lebens zog Agerth wieder nach Berlin. Sie fand in Berlin-Baumschulenweg ihre letzte Ruhestätte.
In Hohen Neuendorf wurde zum Schuljahr 1985/86 in einem neuerrichteten Gebäude die Polytechnische Oberschule II „Käte-Agerth-Oberschule“ eröffnet, die bis zur Deutschen Wiedervereinigung bestanden hat.

## Auszeichnungen
- 1949 Verdiente Lehrerin des Volkes
- 1949 Diesterweg-Medaille
- 1956 Vaterländischer Verdienstorden in Bronze
- 1957 Pestalozzi-Medaille
- 1958 Medaille für Kämpfer gegen den Faschismus
- 1959 Fritz-Heckert-Medaille
- 1959/69 Ehrennadel für vierzigjährige und fünfzigjährige Mitgliedschaft in der Partei der Arbeiterklasse
- 1963 Dr.-Theodor-Neubauer-Medaille in Gold
- 1964/74 Ehrennadel für vierzigjährige und fünfzigjährige Mitgliedschaft in der Gewerkschaft
- 1973 Hermann-Duncker-Medaille
- 1974 Vaterländischer Verdienstorden in Gold